# Zhou Yimiao
Zhou Yi-Miao (Hu-Bei, 7 de Fevereiro de 1991) é uma tenista profissional chinesa, seu melhor ranking de N. 199 pela WTA.